# Specie alofile
Le specie alofile (o alofili estremi) sono organismi, più che altro procarioti, appartenenti al gruppo degli archeobatteri, che sono particolarmente adattati a livelli di salinità piuttosto elevati, molto superiori a quelle normalmente tollerate dai normali organismi (NaCl 7,5%), dato che presentano una specifica richiesta di ioni sodio Na+, cloruro Cl- ed altri ioni.
Si potranno trovare,  per quanto riguarda una richiesta di NaCl, alofili bassi (1-6%) e moderati (6-15%).
Inoltre si divideranno in organismi alotolleranti, che possono vivere a diverse concentrazioni di soluti, e alofili estremi, tipicamente marini, che richiedono il 15-30% di NaCl per una crescita ottimale.
La loro crescita richiede concentrazioni di cloruro di sodio (NaCl) uguali o maggiori dell'1,5 molare. Al di sotto muoiono.
Presentano inoltre colorazione rossa per la presenza di carotenoidi e quando i livelli di O2 sono bassi utilizzano un pigmento, la batteriorodopsina, e la luce solare per sintetizzare ATP.
I microrganismi come le Vibrionaceae che comprendono:
- Vibrio parahaemolyticus (NaCl 6%)
- Vibrio costicolus (NaCl 20%)

possono resistere ad alte concentrazioni saline.

## Microrganismi alofili
I microrganismi alofili, ai fini della sopravvivenza, devono continuamente spendere energia per mantenere l'equilibrio osmotico; la concentrazione di soluti all'interno della parete cellulare deve essere pari a quella all'esterno.
Per ottenere questo scopo i microrganismi alofili producono e liberano nel citoplasma un gran numero di composti organici a peso molecolare relativamente basso (zuccheri, aminoacidi, betaine ed ectoine).
Si possono distinguere due classi di microrganismi alofili, gli alofili veri ed i microalofili.